# 五鼠闹东京 (电视剧)
《五鼠闹东京》（英語：The Three Heroes And Five Gallants），改編自石玉昆《三侠五义》，中国大陆古装剧，导演吴家骀，主演陈晓、严屹宽、郑爽、梁冠华、刘德凯、谢宁、马书良。2014年8月開機，10月殺青。2016年2月17日在安徽卫视首播。台灣OTT由LiTV 線上影視全劇上架。

## 播放平台
| 頻道          | 所在地   | 播映日期       | 播出時間                                                 | 備註 |
| ------------- | -------- | -------------- | -------------------------------------------------------- | ---- |
| 安徽卫视      | 中国大陆 | 2016年2月17日  | 每晚19:30                                                |      |
| Astro全佳HD   | 马来西亚 | 2016年5月24日  | 每周一至周五19:00                                        |      |
| 華語劇台      | 香港     | 2016年8月23日  | 每周一至周五22:30-23:30                                  |      |
| 龍華戲劇台    | 臺灣     | 2016年9月13日  | 每周一至周五19:00-20:00                                  |      |
| 城市電視      | 加拿大   | 2016年10月5日  | 每周一至周五(溫哥華)2:00PM,8:30PM (多倫多)5:00PM,11:30PM |      |
| LiTV 線上影視 | 臺灣     | 2023年11月10日 | 全劇上架                                                 |      |

## 剧情
北宋年间，展昭保护包拯有功被宋仁宗封为“御猫”，太师庞吉嫉妒包拯，派人到险空岛挑拨五鼠，五鼠决定到东京去和展昭比一比武艺，途中，他们遇到了太师的儿子庞昱，他在陈州奸淫掳掠、无恶不作，五鼠出于公义杀了庞昱，而太师得知之后，决心为儿子报仇，因此再设计陷害五鼠和包拯。

## 登場人物

### 主要角色
| 演员   | 角色   | 关系／昵称 | 登場集數 | 粤语配音 |
| 陈晓   | 白玉堂 | 陷空岛五义之一 又称锦毛鼠 仁宗年间江湖上著名的侠客 金亞蘭之夫 盧方、韓彰、徐慶、蔣平、紀賽花、秋葵之五弟 包拯、宋仁宗之手下 顏查散、丁月華、展昭、沈仲元、丁氏雙俠之好友 劇情發展 容貌秀美，气宇不凡，重名轻利，恃才傲物，争强好胜,起初對月華動心過,後與金亚兰互生情愫，却因为误会疏远，最终解除误会后两人重归于好，曾與晏飛打鬥，並與龐太師有仇。最后聽從仁宗皇帝的命令捉拿晏飛跟展昭，卻與好友顏查散相見，已經前往長沙。 | 全劇     | 李凱傑   |
| 严屹宽 | 展昭   | 江湖大侠 御前四品带刀护卫 封号御猫 开封府供职 包拯、龐吉之前手下 趙珏之手下 丁月華之夫 展驥、展駿之父 宋仁宗之义妹夫 五鼠、丁氏雙俠之好友 東方明之結拜兄弟 靜道、惠尘之合作對象兼暗戀對象 田丰、湯奎、孟強、武元凱、吳可尚、晏飛之合作對象 曾被龐太師利用，后被長沙王利用，目前下落不明。 | 全劇     | 陳欣     |
| 严屹宽 | 沈仲元 | 招賢館館主 龐府教頭 展昭之分身 龐吉之前手下 龐昱之手下 白玉堂、丁月華、鄧車、龐旺、常達、崔健、趙亮、韓彰、紀賽花、史范、池雄之好友 劇情發展 曾為黑道人士，假扮乞丐與丁月華和白玉堂交好，是招賢館的掌門，與鄧車是龐府屬下，與鄧車及龐府各位兄弟有交情，多次幚助韓彰和紀賽花逃避龐府追殺，最後與丁月華和白玉堂聯手打倒長沙王謀反的計劃。                                                                                    | 全劇     | 陳欣     |
| 郑爽   | 丁月华 | 化名岳華 丁氏双侠之妹 展昭之妻 展驥、展駿之母 太后之义女 宋仁宗、包夫人之义妹 五鼠、秋葵、紀賽花、趙虎、金亞蘭之好友 劇情發展 差點成為宋仁宗的妃子，後因太后收為義女，後被封為银屏公主，喜歡展昭，後為南侠展昭比武联姻的妻子。幫助紀賽花鍬出兇手，一起與開封府的人攻打柳家莊，抓住晏飛。 | 全劇     | 何璐怡   |

### 開封府
| 演员   | 角色   | 关系／昵称 | 登場集數     | 粤语配音 |
| 梁冠华 | 包拯   | 當朝丞相 开封府府尹 宋仁宗之重臣 包夫人之夫 包世榮之叔叔 丁月華之义姐夫 展昭、五鼠之上司 文彥博之老友 断案公正，铁面无私。 | 全劇         | 潘文柏   |
| 毛建平 | 包夫人 | 包拯之妻 包世榮之嬸嬸 太后之義女 丁月華之义姐 展昭之义姨子                                                                 | 28,39        |          |
| 韩正国 | 公孙策 | 开封府六品主簿 包拯之得力助手 是本領高強的先生，醫術高超。                                                                 | 全劇         | 張炳強   |
| 薛奇   | 王朝   | 开封府四大名捕之一 包拯之得力助手                                                                                          | 全劇         |          |
| 刁彪   | 馬漢   | 开封府四大名捕之一 包拯之得力助手                                                                                          | 全劇         |          |
| 李天琪 | 張龍   | 开封府四大名捕之一 包拯之得力助手                                                                                          | 全劇         |          |
| 朱靖   | 趙虎   | 开封府四大名捕之一 包拯之得力助手 丁月華之好友                                                                             | 全劇         |          |
| 王雙虎 | 包世榮 | 開封府姪少爺 包拯之姪子 劇情發展 被人假冒，到最後真相大白而出現                                                            | 23-28        |          |
| 官鑫   | 包興   | 包府管家 包拯之屬下 | 28,42        |          |
| 陈晓   | 白玉堂 | 詳見主要角色 | 詳見主要角色 | 李凯杰   |
| 严屹宽 | 展昭   | 詳見主要角色 | 詳見主要角色 | 陳欣     |
| 何瑜   | 卢方   | 詳見五鼠 | 詳見五鼠     | 叶振声   |
| 王大奇 | 韩彰   | 詳見五鼠 | 詳見五鼠     | 冯志辉   |
| 谢宁   | 徐庆   | 詳見五鼠 | 詳見五鼠     | 萧徽勇   |
| 王茂蕾 | 蒋平   | 詳見五鼠 | 詳見五鼠     | 李锦綸   |

### 五鼠
| 演员   | 角色   | 关系／昵称 | 登場集數     | 粤语配音 |
| 何瑜   | 卢方   | 松江府陷空岛卢家庄卢太公之子 陷空岛五義之一 又稱钻天鼠 韓彰、徐慶、蔣平、白玉堂、紀賽花、秋葵、金亞蘭之大哥 丁月華之好友 有口頭禪:你們眼裡還有沒有我這個老大? | 全劇         | 葉振聲   |
| 王大奇 | 韩彰   | 陷空島五義之一 又稱彻地鼠 紀賽花之夫 紀強之女婿 周通成之表姪 盧方之二弟 徐慶、蔣平、白玉堂、秋葵、金亞蘭之二哥 丁月華、沈仲元之友 劇情發展 結結巴巴，其實武藝高強，曾與紀賽花混入到龐昱家做臥底，在龐昱家的時候化名為張含，已知紀賽花被龐昱抓住，後來白玉堂抓住龐昱之後，也會協助白玉堂，把自己的名字恢復原來，決定要對付龐昱，幫助紀賽花鍬出兇手，一起與開封府的人攻打柳家莊，抓住晏飛。 | 全劇         | 馮志輝   |
| 谢宁   | 徐庆   | 陷空島五義之一 又稱穿山鼠 秋葵之夫 沙虎之女婿 盧方、韓彰、紀賽花之三弟 蔣平、白玉堂、金亞蘭之三哥 丁月華、門子之友 劇情發展 喜歡喝酒 自稱老西兒 在偷雞時，與秋葵大吵大鬧，被秋葵教訓，很會講粗話，後幫助紀賽花鍬出兇手，在柳家庄發生意外，被柳家莊的人綁架，一起與開封府的人攻打柳家莊，穿成劊子手與蔣平聯手殺死柳旺，抓住晏飛。                                                          | 全劇         | 蕭徽勇   |
| 王茂蕾 | 蒋平   | 陷空島五義之一 又稱翻江鼠 盧方、韓彰、徐慶、紀賽花、秋葵之四弟，智計過人，嘴砲王 白玉堂、金亞蘭之四哥 丁月華、黃德平之友 趙慶之救命恩人 喜歡丁月華 劇情發展 後幫助紀賽花揪出出兇手，一起與開封府的人攻打柳家莊，與穿成劊子手的徐慶聯手殺死柳旺，抓住晏飛。 | 全劇         | 李錦綸   |
| 陈晓   | 白玉堂 | 詳見主要角色 | 詳見主要角色 | 李凯杰   |

### 龐府
| 演员   | 角色   | 关系／昵称 | 登場集數     | 粤语配音 |
| 马书良 | 庞吉   | 当朝太师 国丈 龐妃、龐昱之父 宋仁宗、孫榮之岳父 晏飛之指使者 趙玨之合作對象 劇情發展 阴险狡诈，位高权重，老謀深算，在朝中党羽众多，实乃奸倭贪官，與長沙王是一丘之貉。庞吉处处与包拯作对，多次陷害包拯，曾利用展昭，並指使晏飛來桑花鎮做采花大盜殘害良家婦女。为阻止包拯前往陈州，设下种种圈套。为了彻底铲除他的眼中钉包拯，设一毒计陷害包拯，并在仁宗皇帝面前煽风点火。 | 全劇         | 陳永信   |
| 饶晓志 | 庞昱   | 國舅 安樂侯 龐夫人之夫 龐太師之子 龐妃之兄 孫榮之大舅子 劇情發展 好色之徒，殘害無辜女子，與其父合謀，要稱紀賽花為張家妹子及張姑娘，稱韓彰為張含張壯士，還稱沈仲元為沈教頭，要每個女子陪他喝酒唱歌，後知道韓彰和紀賽花是間諜，強姦紀賽花而殺死自己的手下龐旺，最後被開封府的人發現，全軍覆沒，與孫榮被包拯斬首，龐昱死於龍頭鍘之下，孫榮死於虎頭鍘之下。                 | 4-32         | 劉昭文   |
| 鴻洲   | 孫榮   | 龐府幕僚 朝廷命官 龐吉之女婿兼助手 龐昱之妹夫 龐妃、宋仁宗之姐夫 劇情發展 最後被開封府的人發現，全軍覆沒，與孫榮被包拯斬首，龐昱死於龍頭鍘之下，孫榮死於虎頭鍘之下。 | 8-15,22-32   |          |
| 李鑫雨 | 庞妃   | 詳見大宋朝廷 | 詳見大宋朝廷 | 郑丽丽   |
| 刘德凯 | 宋仁宗 | 詳見大宋朝廷 | 詳見大宋朝廷 | 招世亮   |

### 大宋朝廷
| 演员   | 角色   | 关系／昵称 | 登場集數     | 粤语配音 |
| 洪流   | 太后   | 宋仁宗之母 丁月華、包夫人之義母 龐妃之婆婆 趙珏之大嫂 展昭、包拯之义岳母 展驥、展駿之外祖母 | 29,38-39     |          |
| 刘德凯 | 宋仁宗 | 宋朝第四位皇帝 太后之子 龐妃之夫 丁月華之義兄 趙珏之姪子 龐吉之女婿 龐昱、孫榮之妹夫 白玉堂之上司 展昭、包拯之义舅子 展驥、展駿之舅舅 劇情發展 心地善良，過於寬仁，但耳根子有點軟。登基以来，以仁孝治天下，对臣民宽大仁厚，对众臣力求平衡，雖然是明君，卻不會昏庸，初次在太后的宮裡見到月華，就對月華一見鍾情，後想納月華為妃，但因太后收月華為義女，而變成兄妹，雖然氣憤，但是沒表現出來，與太后告辭帶著包拯離開，而後責怪包拯，認為是包拯夫婦在搞鬼，說自己絕不會善罷甘休，最後派白玉堂前往長沙捉拿展昭和晏飛，並與節度使談話。 | 全劇         | 招世亮   |
| 李鑫雨 | 庞妃   | 庞妃娘娘 宋仁宗之妻 庞太师之女儿 龐昱、孫榮之妹 太后之兒媳 劇情發展 因月華會被納入後宮，而很擔心，忌妒月華 | 1-34,39,44   | 鄭麗麗   |
| 王亞民 | 文彥博 | 大理寺卿 包拯之老友 龐太師之黨羽 劇情發展 老謀深算，耳根子軟被人利用，后洗心革面，重新成為清官。 | 22-28        |          |
| 榮飛   | 王祿   | 宋仁宗之貼身太監 | 全劇         |          |
| 白利衛 | 廖天成 | 朝廷命官 龐太師之黨羽 | 23-28        |          |
| 郑爽   | 丁月华 | 詳見主要角色 | 詳見主要角色 | 何璐怡   |
| 严屹宽 | 展昭   | 詳見主要角色 | 詳見主要角色 | 陳欣     |
| 梁冠华 | 包拯   | 詳見開封府 | 詳見開封府   | 潘文柏   |
| 毛建平 | 包夫人 | 詳見開封府 | 詳見開封府   |          |

### 其他角色
| 演员   | 角色   | 关系／昵称 | 登場集數    | 粤语配音 |
| 张芷溪 | 金亚兰 | 金母之女 白玉堂之妻 盧方、韓彰、徐慶、蔣平、紀賽花、秋葵之弟媳 丁月華之好友 劇情發展 投亲洛阳途中遇险，性格温和，楚楚动人，实则武功高强，身份成迷，与白玉堂情投意合，在丁月华的撮合下与白玉堂有了夫妻之名，但也因为丁月华而被白玉堂心生误会，近而疏远，最终解除误会后两人成就百年之好。后協助白玉堂捉拿晏飛跟展昭，已經和白玉堂前往長沙。 | 4-44        | 張頌欣   |
| 李添诺 | 晏飞   | 江湖人士 綽號白蝴蝶 庞太师之心腹 孙大人之手下 纪强之徒弟 龐興、柳旺、展昭之合作對象 劇情發展 受龐太師指使，来到桑花镇做采花大盗，残害良家妇女，假冒展昭，丧心病狂，陰險狡詐，詭計多端。为了阻止师傅纪强把解药给开封府的人，在鵝峰堡残忍的杀害了师傅和师母，對開封府的人使暗氣，還跟開封府的人玩遊戲，改名尉遲良，與柳旺成為結義兄弟，還請長沙王的手下四大差官來助陣，四大差官和柳旺死後，被丁月華捉住，說是龐太師的指使，最后跑路。                                   | 15-17,39-44 |          |
| 吳晶   | 秋葵   | 沙家莊千金 沙虎之女 徐慶之妻 盧方、韓彰、紀賽花之三弟媳 蔣平、白玉堂、金亞蘭之三嫂 丁月華之友 劇情發展 喜歡吃饅頭，很會講粗話。發現徐慶偷雞時，與徐慶大吵大鬧，教訓徐慶，被父親沙虎阻止。暗戀四爺蔣平，與亞蘭交好，反對亞蘭與月華在一起，瞧不起丁月華，會說丁月華是小白臉，因為亞蘭已經是五爺的妻子，還叫亞蘭不要跟其他男子說悄悄話，後與丁月華和好，幫助紀賽花鍬出兇手，在柳家庄救徐慶時，被柳家莊的人綁架，被開封府的人救出，一起與開封府的人攻打柳家莊，抓住晏飛。 | 4-44        |          |
| 张维娜 | 紀賽花 | 韓彰之妻 紀強之女 盧方之弟媳 徐慶、蔣平、白玉堂、金亞蘭、秋葵之二嫂 沈仲元之好友 劇情發展 性情溫順，心地善良，實際武功高強。發現假冒展昭的晏飛殺害其父母，差點被假冒展昭的晏飛所傷，被韓彰所救，成為韓彰的妻子。曾與韓彰混入到龐昱家做臥底，在龐昱家的時候化名為張麗，又稱張家妹子，被龐昱抓住，決定要刺殺龐昱，被沈仲元所救，後來白玉堂抓住龐昱之後，也會協助白玉堂，把自己的名字恢復原來，也知道晏飛是殺害其父母的真兇。                                            | 15-44       |          |
| 張建利 | 柳旺   | 柳家庄庄主 晏飛之合作對象 劇情發展 個性老奸巨滑又詭計，憎恨開封府，並與晏飛合作一起對付開對府，最后被蔣平和徐慶聯手殺死，被蔣平說他死翹翹。 | 40-44       |          |
| 于愛群 | 紀強   | 鵝峰堡堡主 紀賽花之父 晏飛之師父 韓彰之岳父 周通成之老友 劇情發展 愛女心切，得知晏飛背叛鵝峰堡后，其的所作所為不諒解，卻被晏飛殺死。 | 15-17       |          |
| 李櫓進 | 紀妻   | 鵝峰堡堡主夫人 紀賽花之母 晏飛之師娘 韓彰之岳母 周妻之老友 劇情發展 也愛女心切，得知晏飛背叛鵝峰堡后，其的所作所為不諒解，卻被晏飛殺死。 | 15-17       |          |
| 趙作山 | 周通成 | 周老伯 韓彰、紀賽花之表叔 紀強之老友 | 15-18       |          |
| 孔碧玉 | 周妻   | 韓彰、紀賽花之表嬸 紀妻之老友 | 15-18       |          |
| 尹晨平 | 丁兆蘭 | 丁氏雙俠之一 丁月華之大哥 白玉堂、展昭之好友 展驥、展駿之舅舅 | 1-2         |          |
| 毛榮夏 | 丁兆惠 | 丁氏雙俠之一 丁月華之二哥 白玉堂、展昭之好友 展驥、展駿之舅舅 | 1-2         |          |
| 周兴華 | 趙慶   | 難民 劇情發展 曾被蔣平所救，報答蔣平的救命之恩，后去大理寺找文彥博告狀，途中被假包世榮殺死。 | 19          |          |
| 曹旭旭 | 陳季   | 朱瑛之手下 劇情發展 受朱瑛大人指派去柳家莊找柳旺和晏飛助陣，打擊開封府，后被開封府的人殺死。 | 42-43       |          |
| 聶東宏 | 白達   | 朱瑛之手下 劇情發展 受朱瑛大人指派去柳家莊找柳旺和晏飛助陣，打擊開封府，后被開封府的人殺死。 | 42-43       |          |
| 姜斌   | 田云   | 朱瑛之手下 劇情發展 受朱瑛大人指派去柳家莊找柳旺和晏飛助陣，打擊開封府，后被開封府的人殺死。 | 42-43       |          |
| 魯文秀 | 楊進   | 朱瑛之手下 劇情發展 受朱瑛大人指派去柳家莊找柳旺和晏飛助陣，打擊開封府，后被開封府的人殺死。 | 42-43       |          |

## 电视原声带
| 曲序 | 曲目                     | 演唱   |
| ---- | ------------------------ | ------ |
| 1.   | 《青山高》（片头曲）     | 雨木   |
| 2.   | 《直到遇見你》（主題曲） | 金玟岐 |
| 3.   | 《不如怀念》（片尾曲）   | 陈楚生 |
| 4.   | 《燃夜》（插曲）         | 劉明輝 |
| 5.   | 《十字訣》（插曲）       | 阿悄   |
| 6.   | 《江湖少年行》（插曲）   | 田跃君 |

## 收视率
由csm数据参考而来，收视率包括全天收视指数和市场(收视)份额参数
| 平台     | 平均收视率 | 平均收视份额 | 备注 |
| 安徽卫视 | 0.789      | --           |      |

## 外部連結
- 《五鼠闹东京》的新浪微博
- 《五鼠闹东京》安徽卫视專題（简体中文）

| 中国大陆 安徽衛視 海豚第一剧场 每日19:30-21:15（如遇《新闻联播》延时顺延播出） | 中国大陆 安徽衛視 海豚第一剧场 每日19:30-21:15（如遇《新闻联播》延时顺延播出） | 中国大陆 安徽衛視 海豚第一剧场 每日19:30-21:15（如遇《新闻联播》延时顺延播出） |
| ------------------------------------------------------------------------------ | ------------------------------------------------------------------------------ | ------------------------------------------------------------------------------ |
|                                                                                | 五鼠闹东京 （2016年2月17日－2016年3月9日）                                     |                                                                                |
| 剑侠传奇 （2016年1月16日—2016年2月14日）                                       | 好运来临 （2016年3月10日－2016年4月1日）                                       |                                                                                |

| 马来西亚 Astro全佳HD 高清大剧 星期一至五 19:00 - 20:00 | 马来西亚 Astro全佳HD 高清大剧 星期一至五 19:00 - 20:00 | 马来西亚 Astro全佳HD 高清大剧 星期一至五 19:00 - 20:00 |
| ------------------------------------------------------ | ------------------------------------------------------ | ------------------------------------------------------ |
|                                                        | 五鼠鬧東京 （2016年5月24日－2016年7月20日）            |                                                        |
| 芈月傳 （2016年2月1日－2016年5月23日）                 | 英雄曹操 （2016年7月21日－2016年9月15日）              |                                                        |

| 香港 無綫網絡電視華語劇台 星期一至五 11:45 - 12:45、15:15 - 16:15、18:00 - 18:45、19:30 - 20:30及22:30 - 23:30 | 香港 無綫網絡電視華語劇台 星期一至五 11:45 - 12:45、15:15 - 16:15、18:00 - 18:45、19:30 - 20:30及22:30 - 23:30 | 香港 無綫網絡電視華語劇台 星期一至五 11:45 - 12:45、15:15 - 16:15、18:00 - 18:45、19:30 - 20:30及22:30 - 23:30 |
| --- | --- | --- |
| | 五鼠鬧東京 （2016年8月23日－2016年10月19日）                                                                   | |
| 偏偏喜歡你 （2016年6月27日－2016年8月22日）                                                                    | 偽裝者 （2016年10月20日－2016年12月15日）                                                                      | |